# Повесть о капитане Копейкине
«Повесть о капитане Копейкине» — повесть в составе десятой главы первого тома поэмы Николая Гоголя «Мёртвые души».

## Сюжет
Повесть рассказывает о герое войны 1812 года, потерявшем здоровье и средства к существованию. Капитан Копейкин теряет руку и ногу во время сражения. Неспособный на труд, он отправляется к отцу, но тот ему ничем не может помочь. Он отправляется в Петербург, надеясь на вознаграждение за службу и компенсацию инвалидности. Чиновники обещают рассмотреть его дело по приезде «монаршей милости», находящегося за границей. После настойчивых визитов Копейкин так и не добивается результата.
Через некоторое время в рязанских лесах появляется банда, предположительно возглавляемая Копейкиным.

## История создания и публикации
Первая редакция повести была запрещена цензором А. Никитенко, но остальное содержание поэмы было одобрено цензурой. Однако Гоголь отказался печатать поэму без повести. По его мнению, «Это одно из лучших мест в поэме, и без него — прореха, которой я ничем не в силах заплатать и зашить…», после чего отредактировал повесть, понизив социальный статус персонажей, убрав генералитет и политически острые моменты. Вторая редакция была разрешена.

## В культуре
В фильме "Два прокурора" Сергея Лозницы на образ Капитана Копейкина создан эпизод с направлявшимся к Ленину и Сталину "за правдой" инвалидом,  которого сыграл Александр Филиппенко.